# Trek-Segafredo (Frauenteam)/Saison 2023
Dieser Artikel beschreibt die Mannschaft und die Siege des UCI Women’s WorldTeams Trek-Segafredo in der Saison 2022.

## Mannschaft
| Teamkader 2023                        | Teamkader 2023     | Teamkader 2023         | Teamkader 2023                       |
| Name                                  | Geburtsdatum       | Land                   | Vorheriges Team                      |
| ------------------------------------- | ------------------ | ---------------------- | ------------------------------------ |
| Elynor Bäckstedt                      | 6. Dezember 2001   | Vereinigtes Königreich | Storey Racing (2019)                 |
| Elisa Balsamo                         | 27. Februar 1998   | Italien                | Valcar-Travel & Service (2021)       |
| Lucinda Brand                         | 2. Juli 1989       | Niederlande            | Sunweb (2019)                        |
| Brodie Chapman                        | 9. April 1991      | Australien             | FDJ-Suez-Futuroscope (2022)          |
| Lizzie Deignan                        | 18. Dezember 1988  | Vereinigtes Königreich | Boels Dolmans (2018)                 |
| Lauretta Hanson                       | 29. Oktober 1994   | Australien             | UnitedHealthcare Women's Team (2018) |
| Lisa Klein                            | 15. Juli 1996      | Deutschland            | Canyon-SRAM Racing (2022)            |
| Elisa Longo Borghini                  | 10. Dezember 1991  | Italien                | Wiggle High5 (2018)                  |
| Gaia Realini                          | 19. Juni 2001      | Italien                | Isolmant-Premac-Vittoria (2022)      |
| Ilaria Sanguineti                     | 15. April 1994     | Italien                | Valcar-Travel & Service (2022)       |
| Amanda Spratt                         | 17. September 1987 | Australien             | Team BikeExchange-Jayco (2022)       |
| Ellen van Dijk                        | 11. Februar 1987   | Niederlande            | Sunweb (2018)                        |
| Shirin van Anrooij                    | 5. Februar 2002    | Niederlande            |                                      |
| Tayler Wiles (1. Jan.–14. Jul., Anm.) | 20. Juli 1989      | Vereinigte Staaten     | Trek-Drops (2018)                    |
| Taylor Knibb (1. Jun.–31. Dez.)       | 14. Februar 1998   | Vereinigte Staaten     |                                      |
|                                       |                    |                        |                                      |
| Quelle: ProCyclingStats               |                    |                        |                                      |

Anmerkung: Tayler Wiles, Karriereende des Sportlers

## Siege
| Siege    | Siege                                                     | Siege                        | Siege  | Siege                | Siege |
| Datum    | Rennen                                                    | Staat                        | Klasse | Siegerin             |       |
| -------- | --------------------------------------------------------- | ---------------------------- | ------ | -------------------- | ----- |
| 8. Jan.  | Australische Meisterschaften, Straßenrennen der Frauen    | Australien                   | CN     | Brodie Chapman       |       |
| 11. Feb. | UAE Tour, 3. Etappe                                       | Vereinigte Arabische Emirate | 2.WWT  | Elisa Longo Borghini |       |
| 12. Feb. | UAE Tour, Gesamtwertung                                   | Vereinigte Arabische Emirate | 2.WWT  | Elisa Longo Borghini |       |
| 16. Feb. | Setmana Ciclista Valenciana, 1. Etappe                    | Spanien                      | 2.Pro  | Elisa Balsamo        |       |
| 17. Feb. | Setmana Ciclista Valenciana, 2. Etappe                    | Spanien                      | 2.Pro  | Elisa Balsamo        |       |
| 5. Mär.  | Trofeo Oro in Euro                                        | Italien                      | 1.1    | Gaia Realini         |       |
| 19. Mär. | Trofeo Alfredo Binda                                      | Italien                      | 1.WWT  | Shirin van Anrooij   |       |
| 6. Mai   | La Vuelta Femenina, 6. Etappe                             | Spanien                      | 2.WWT  | Gaia Realini         |       |
| 23. Jun. | Italienische Meisterschaften, Einzelzeitfahren der Frauen | Italien                      | CN     | Elisa Longo Borghini |       |
| 25. Jun. | Italienische Meisterschaften, Straßenrennen der Frauen    | Italien                      | CN     | Elisa Longo Borghini |       |
| 3. Jul.  | Giro d'Italia Women, 4. Etappe                            | Italien                      | 2.WWT  | Elisa Longo Borghini |       |
| 15. Jul. | Baloise Ladies Tour, 3. b Etappe                          | Belgien                      | 2.1    | Lucinda Brand        |       |
| 16. Jul. | Baloise Ladies Tour, Gesamtwertung                        | Belgien                      | 2.1    | Lucinda Brand        |       |
| 6. Sep.  | Simac Ladies Tour, 1. Etappe                              | Niederlande                  | 2.WWT  | Elisa Balsamo        |       |

## UCI-Weltranglisten-Platzierungen
| UCI-Ranking | UCI-Ranking          | UCI-Ranking            | UCI-Ranking |
| Fahrerin    | Fahrerin             | Land                   | Punkte      |
| ----------- | -------------------- | ---------------------- | ----------- |
| 13.         | Gaia Realini         | Italien                | 1862.3 P.   |
| 15.         | Elisa Longo Borghini | Italien                | 1781 P.     |
| 17.         | Shirin van Anrooij   | Niederlande            | 1622.3 P.   |
| 20.         | Elisa Balsamo        | Italien                | 1514 P.     |
| 24.         | Amanda Spratt        | Australien             | 1247.3 P.   |
| 60.         | Lizzie Deignan       | Vereinigtes Königreich | 609.3 P.    |
| 102.        | Lucinda Brand        | Niederlande            | 345 P.      |
| 109.        | Brodie Chapman       | Australien             | 329.3 P.    |
| 149.        | Lauretta Hanson      | Australien             | 259.3 P.    |
| 269.        | Ilaria Sanguineti    | Italien                | 130.3 P.    |
| 270.        | Lisa Klein           | Deutschland            | 130.3 P.    |
| 347.        | Elynor Bäckstedt     | Vereinigtes Königreich | 92.3 P.     |
| 898.        | Taylor Knibb         | Vereinigte Staaten     | 15 P.       |